# Meridiano 175 E
O meridiano 175 E é um meridiano que, partindo do Polo Norte, atravessa o Oceano Ártico, Ásia, Oceano Pacífico, Nova Zelândia, Oceano Antártico, Antártida e chega ao Polo Sul. Forma um círculo máximo com o Meridiano 5 W.
Começando no Polo Norte, o meridiano 175º Este tem os seguintes cruzamentos:
| País, território ou mar | Notas                                               |
| ----------------------- | --------------------------------------------------- |
| Oceano Ártico           |                                                     |
| Mar Siberiano Oriental  |                                                     |
| Rússia                  | Okrug Autónomo de Chukotka                          |
| Mar de Bering           |                                                     |
| Oceano Pacífico         |                                                     |
| Kiribati                | Atol de Tabiteuea                                   |
| Oceano Pacífico         | Passa a oeste da Ilha Little Barrier, Nova Zelândia |
| Nova Zelândia           | Ilha Waiheke e Ilha Norte                           |
| Oceano Pacífico         |                                                     |
| Nova Zelândia           | Ilha Norte                                          |
| Oceano Pacífico         |                                                     |
| Oceano Antártico        |                                                     |
| Antártida               | Dependência de Ross, reclamada pela Nova Zelândia   |